# Borkowice (przystanek kolejowy)
Borkowice – przystanek osobowy w miejscowości Borkowice, w województwie opolskim, w powiecie kluczborskim, w gminie Kluczbork, w Polsce.

## Ruch pasażerski
W roku 2017 przystanek obsługiwał 0–9 pasażerów na dobę. W roku 2022 dobowa wymiana pasażerska na przystanku wynosiła 10-19 pasażerów.